# Панамериканские игры 2011
Панамерианские игры 2011 года — мультиспортивное соревнование, проводившееся 14—31 октября 2011 года в мексиканском городе Гвадалахара. Это были третьи Панамериканские игры, проводившиеся в Мексике. Прежде хозяевами игр дважды становилась столица страны Мехико. В играх приняло участие 6003 спортсмена. Они соревновались в 361 дисциплине в 36 видах спорта.

## Выбор столицы игр
2 июня 2006 года на 44-й генеральной ассамблее Панамериканской спортивной организации, проходившей в Буэнос-Айресе, местом проведения XVI Панамериканских игр был выбран мексиканский город Гвадалахара. Выбор был безальтернативным, поскольку, больше ни один город, в установленные сроки, не подал заявку на проведение игр.

## Виды спорта
Соревнования проводились в 41 дисциплине.
| - Академическая гребля (14) - Бадминтон (5) - Баскетбол (2) - Баскская пелота (10) - Бейсбол (1) - Бокс (13) - Борьба (18) - Боулинг (4) - Велоспорт (18) - Водное поло (2) - Воднолыжный спорт (9) - Волейбол (2) - Гандбол (2) - Гребля на байдарках и каноэ (12) - Дзюдо (14) - Карате (10) - Конный спорт (6) - Лёгкая атлетика (47) - Настольный теннис (4) - Парусный спорт (9) - Плавание (34) | - Пляжный волейбол (2) - Прыжки в воду (8) - Прыжки на батуте (2) - Регби-7 (1) - Рэкетс (6) - Синхронное плавание (2) - Сквош (6) - Современное пятиборье (2) - Софтбол (1) - Спидскейтинг (8) - Спортивная гимнастика (14) - Стрельба (15) - Стрельба из лука (4) - Теннис (5) - Триатлон (2) - Тхэквондо (8) - Тяжёлая атлетика (15) - Фехтование (12) - Футбол (2) - Хоккей на траве (2) - Художественная гимнастика (8) |

## Страны-участницы
Список участвующих национальных олимпийских комитетов, в скобках указано количество спортсменов:
| - Американские Виргинские острова (16) - Антигуа и Барбуда (7) - Аргентина (486) - Аруба (17) - Багамы (22) - Барбадос (52) - Белиз (10) - Бермуды (14) - Боливия (34) - Бразилия (519) - Британские Виргинские острова (3) - Венесуэла (385) - Гаити (12) - Гайана (19) | - Гватемала (140) - Гондурас (22) - Гренада (5) - Доминика (5) - Доминиканская республика (214) - Каймановы острова (12) - Канада (492) - Колумбия (284) - Коста-Рика (90) - Куба (443) - Мексика (638) - Нидерландские антильские острова (11) - Никарагуа (31) - Панама (47) | - Парагвай (28) - Перу (137) - Пуэрто-Рико (254) - Сальвадор (78) - Сент-Китс и Невис (4) - Сент-Люсия (4) - Сент-Винсент и Гренадины (6) - Суринам (11) - США (618) - Тринидад и Тобаго (94) - Уругвай (113) - Чили (308) - Эквадор (167) - Ямайка (61) |

## Медальный зачёт
В общекомандном медальном зачёте первое место в пятый раз подряд заняла сборная США. Сборная Каймановых островов впервые завоевала золотую медаль на Панамериканских играх, а сборная Сент-Китс и Невиса завоевала свою первую медаль в истории игр.
| Место | Страна                           | Золото | Серебро | Бронза | Всего |
| ----- | -------------------------------- | ------ | ------- | ------ | ----- |
| 1     | США                              | 92     | 79      | 66     | 237   |
| 2     | Куба                             | 58     | 35      | 43     | 136   |
| 3     | Бразилия                         | 48     | 35      | 58     | 141   |
| 4     | Мексика                          | 42     | 41      | 50     | 133   |
| 5     | Канада                           | 30     | 40      | 49     | 119   |
| 6     | Колумбия                         | 24     | 25      | 35     | 84    |
| 7     | Аргентина                        | 21     | 19      | 35     | 75    |
| 8     | Венесуэла                        | 11     | 27      | 33     | 71    |
| 9     | Доминиканская республика         | 7      | 9       | 17     | 33    |
| 10    | Эквадор                          | 7      | 8       | 9      | 24    |
| 11    | Гватемала                        | 7      | 3       | 5      | 15    |
| 12    | Пуэрто-Рико                      | 6      | 8       | 8      | 22    |
| 13    | Чили                             | 3      | 16      | 24     | 43    |
| 14    | Ямайка                           | 1      | 5       | 1      | 7     |
| 15    | Багамы                           | 1      | 1       | 1      | 3     |
| 15    | Каймановы острова                | 1      | 1       | 1      | 3     |
| 17    | Нидерландские антильские острова | 1      | 0       | 1      | 2     |
| 18    | Коста-Рика                       | 1      | 0       | 0      | 1     |
| 19    | Уругвай                          | 0      | 3       | 2      | 5     |
| 20    | Перу                             | 0      | 2       | 5      | 7     |
| 21    | Тринидад и Тобаго                | 0      | 2       | 2      | 4     |
| 22    | Сент-Китс и Невис                | 0      | 2       | 0      | 2     |
| 23    | Доминика                         | 0      | 1       | 0      | 1     |
| 23    | Сальвадор                        | 0      | 1       | 0      | 1     |
| 25    | Барбадос                         | 0      | 0       | 2      | 2     |
| 25    | Барбадос                         | 0      | 0       | 2      | 2     |
| 25    | Парагвай                         | 0      | 0       | 2      | 2     |
| 28    | Гайана                           | 0      | 0       | 1      | 1     |
| 28    | Панама                           | 0      | 0       | 1      | 1     |

## Допинг
После окончания игр было выявлено две положительные допинг-пробы.
1.  Аарон Рэти — канадский воднолыжник. 28 октября 2011 года было объявлено, что проба, взятая у спортсмена во время игр, показала наличие в организме металгексанамина. Спортсмен был лишён серебряной медали, завоёванной в индивидуальных мужских соревнованиях в водных лыжах.
2.  Виктор Кастильо — венесуэльский легкоатлет, прыгун в длину. 9 ноября 2011 года было объявлено, что проба, взятая у спортсмена во время игр, показала наличие в организме металгексанамина. Спортсмен был лишён золотой медали, завоёванной в мужских соревнованиях в прыжках в длину.